# James Tahhan
James Tahhan (Los Teques, Estado Miranda, Venezuela, 26 de octubre de 1988) es un chef, personalidad de televisión, empresario y asesor venezolano.

## Biografía
Nacido en Los Teques, capital del estado Miranda, Tahhan proviene de una familia numerosa de origen árabe-armenio.
Desde una temprana edad pasaba mucho tiempo del día en la cocina junto a sus padres Mimi y Bashir, con los cuales empezó a desarrollar el gusto y atracción por la gastronomía en la que a su vez no paraba de preguntar el «por qué» de todo lo que se hacía durante la preparación de las comidas en casa.
Sus juguetes preferidos no eran los carros de plástico sino los implementos de cocina: ollas, cucharillas, espátulas.
James aprendió mucho con el papá de uno de sus amigos de la infancia, un vecino de origen gallego, chef de profesión, a quien él le llamaba Señor David (David Abal), el cual enseñó a James las habilidades básicas de cocina que un niño de 6 años podía adquirir.
A los 13 años emigró a los Estados Unidos con su madre. En esa época James sufría de obesidad infantil. Aprendió que su pasión por la cocina podía ir de la mano con una alimentación saludable.
El tenis y las artes marciales fueron claves para lograr vencer la obesidad. Siguió desarrollando su potencial en ambos deportes durante la secundaria y la universidad.
Entró en la universidad para estudiar química, pero meses más tarde entendió que su lugar estaba en la cocina y no en un laboratorio. Accedió al instituto Le Cordon Bleu, donde se especializó en cocina internacional y pastelería. Además sobresalió desde un principio como uno de los estudiantes más destacados para luego graduarse con honores.
Durante sus estudios empezó su propio negocio de cáterin, al que llamó «Avokado». Ahí adquirió mucha de su experiencia con el trato a los clientes y a lo que debe enfrentarse un Chef en el mundo empresarial.

## La Televisión
Tras graduarse participó en una audición para el programa matutino Un nuevo día, de la cadena Telemundo, resultando elegido para el puesto y convirtiéndose más tarde en el chef oficial de la cadena y coconductor del programa, ganándose el aprecio del público con sus recetas y su carisma.
Meses más tarde el canal Utilísima lo invita a formar parte de uno de sus programas principales: Puro Chef. Participando en la 4.ª y 5.ª temporadas y Thanks Giving Utilísima. Participó en la campaña Healthy week, una iniciativa de la cadena NBCUniversal, presentándose de esta forma ante el público angloparlante.
Hoy sus recetas también recorren internet a través del popular portal Mujer De hoy.